# 皆川和子
皆川 和子（みながわ かずこ、1922年1月3日 - 2014年8月16日）は、日本の音楽家。
立正高等女学校（現・東京立正高等学校）、東洋音楽学校（現・東京音楽大学）出身。
1943年から子供たちに始めた歌唱指導が、戦後はひばり児童合唱団へと発展し、安田祥子･由紀さおりの姉妹をはじめ幾多の才能を育てた。合唱団の現代表で元子役の皆川おさむは甥。個人レッスンで吉永小百合に歌を教えた。
2014年8月16日、中下咽頭腫瘍のため死去。92歳没。生涯独身。

## 関連資料
- 「座談会 子供の才能を伸ばすお稽古は」石井かほる、田沢茂、河島幸枝、皆川和子、上山七重、『主婦と生活』第11号、主婦と生活社、1956年 11月、132-140頁。DOI 10.11501/2306250。
- 皆川おさむ『太陽がくれた歌声 : ひばり児童合唱団物語・皆川和子の生涯』、主婦と生活社、2015年。全国書誌番号 22635384。